# بوقيات
تعد البوقيات (الاسم العلمي: Buccinidae) فصيلة تصنيفية كبيرة جدًا ومتنوعة من الحلزون البحري الكبير، والتي تُعرف غالبًا باسم حلزون الولك أو حلزون الولك الحقيقي.
تضم الفصيلة أكثر من 1500 نوع.